# Гута-Забілоцька
Гута-Забілоцька — село в Україні, у Радомишльській міській територіальній громаді Житомирського району Житомирської області. Населення становить 2940 особи.
На північний захід від села розташований лісовий заказник «Гута».

## Історія
У 1900 році — власницьке село Кичкирівської волості Радомисльського повіту Київської губернії. Відстань від повітового міста 10  верст, від волості 8. Дворів 57, мешканців 267.
21 листопада 1921 р. через Гуту-Забілоцьку, повертаючись з Листопадового рейду, проходила Подільська група (командувач Сергій Чорний) Армії Української Народної Республіки.
У 1923-му та 1925—59 роках — адміністративний центр Гуто-Забілоцької сільської ради Радомишльського району.
В червні 2017 року курсанти СБУ під час пошукових робіт біля Гути-Забілоцької знайшли рештки 26 солдатів.
12 червня 2020 року, відповідно до розпорядження Кабінету Міністрів України № 711-р «Про визначення адміністративних центрів та затвердження територій територіальних громад Житомирської області», територію та населені пункти Забілоцької сільської ради включено до складу Радомишльської міської територіальної громади Житомирського району Житомирської області.

## Відомі люди
- Мордалевич Юліан Арсентійович — підполковник Армії УНР.